# Josefina Roma
Josefina Roma Riu (Barcelona, 1944) es una antropóloga, profesora e investigadora española especializada en cultura popular de Cataluña y Aragón.

## Trayectoria
Se licenció en Historia en 1966 y se inició en antropología y etnología a partir de las clases de los doctores Fuster y Panyella, en los últimos cursos de la licenciatura. Una vez terminada la carrera de historia, hizo un posgrado en Madrid con el antropólogo Claudio Esteva Febregat, donde realizó una tesina sobre las creencias religiosas de los igorrotes de Filipinas. 
Realizó la tesis doctoral sobre la música folclórica y los bailes tradicionales en la comarca de Sobrarbe, en Aragón y su relación con la historia, así como con la música y el baile de otros lugares cercanos. Obtuvo el doctorado en Antropología en 1972 por la Universidad de Barcelona (UB).
Fue profesora titular de esa misma universidad desde 1974 hasta su jubilación en el año 2015. Fundó y dirigió el Máster de Museología de la UB hasta el año 1998. También fue miembro fundador del Instituto Catalán de Antropología y del Instituto Aragonés de Antropología. Además, Roma formó parte del consejo asesor del Museo Etnológico de Barcelona. 
Dedicó su investigación al estudio de la religión y la mitología, la cultura popular y la fiesta en el Pirineo aragonés y catalán, como los goigs o las romerías. También estudió las narrativas sobre hadas y brujería, entre otras. Destacó especialmente en el estudio del patrimonio cultural material e inmaterial de Aragón, sobre el que se convirtió en referencia nacional e internacional. Abandonó la docencia en 2015, pero sigue investigando y publicando obras relacionadas con su área de estudio.

## Reconocimientos
Roma recibió el Premio Instituto Aragonés de Antropología en 1998. Posteriormente, en 2013, fue galardonada con el Premio Esteban de Esmir por el Ayuntamiento de Graus que reconoce cada año la labor más destacada relacionada con la difusión del patrimonio local. En 2019, recibió el Premio Joan Amades de Cultura Popular y Tradicional por su trayectoria académica así como por su divulgación de la cultura popular.
En 2020, Roma fue incluida en el proyecto de la Subdirección General de Archivos Estatales titulado "Mujeres Investigadoras en los Archivos Estatales (1900-1970)", y que se encuentra en el Portal de Archivos Españoles (PARES). Esta iniciativa fue impulsada por el Ministerio de Cultura con el objetivo es reconocer y poner en valor las contribuciones de aquellas mujeres que desarrollaron investigaciones en los diferentes archivos estatales a principios del siglo XX.

## Publicaciones
- Aragón y el carnaval. 1980
- Rondallari de Pineda. Sara Llorens de Serra; Josefina Roma Riu (ed.lit.). 2006